# Municipio de Center (condado de McDonald)
El municipio de Center (en inglés: Center Township) es un municipio ubicado en el condado de McDonald en el estado estadounidense de Misuri. En el año 2010 tenía una población de 673 habitantes y una densidad poblacional de 5,12 personas por km².

## Geografía
El municipio de Center se encuentra ubicado en las coordenadas 36°36′44″N 94°9′51″O / 36.61222, -94.16417. Según la Oficina del Censo de los Estados Unidos, el municipio tiene una superficie total de 131.52 km², de la cual 131,5 km² corresponden a tierra firme y (0,01 %) 0,02 km² es agua.

## Demografía
Según el censo de 2010, había 673 personas residiendo en el municipio de Center. La densidad de población era de 5,12 hab./km². De los 673 habitantes, el municipio de Center estaba compuesto por el 94,35 % blancos, el 0,15 % eran afroamericanos, el 0,74 % eran amerindios, el 1,19 % eran asiáticos, el 0,15 % eran de otras razas y el 3,42 % eran de una mezcla de razas. Del total de la población el 0,3 % eran hispanos o latinos de cualquier raza.